# مثال معاكس
مثال معاكس أو مثال مضاد في المنطق (خاصة في الرياضيات والفلسفة)، يعتبر استثناءً لقاعدة عامة أو قانون مقترح، وغالبًا ما يظهر كمثال يدحض بيانًا عالميًا أو يقابل الإدعاء المفروض.
على سبيل المثال، عبارة «جميع الطلاب كسالى» هي عبارة عامة تجعل الإدعاء بأن خاصية «الكسل» تنطبق على جميع الطلاب. وبالتالي، فإن إن وجود طالب غير كسول (أي يدرس بجد) سيكون مثالًا مضادًا لهذه العبارة. ومن ثم، فإن المثال المضاد المتمثل في الطالب المجد هو مثال محدد على زيف التقدير الكمي المعتمد في العبارة من خلال لفظ («جميع»).